# Rusłan Usaczew

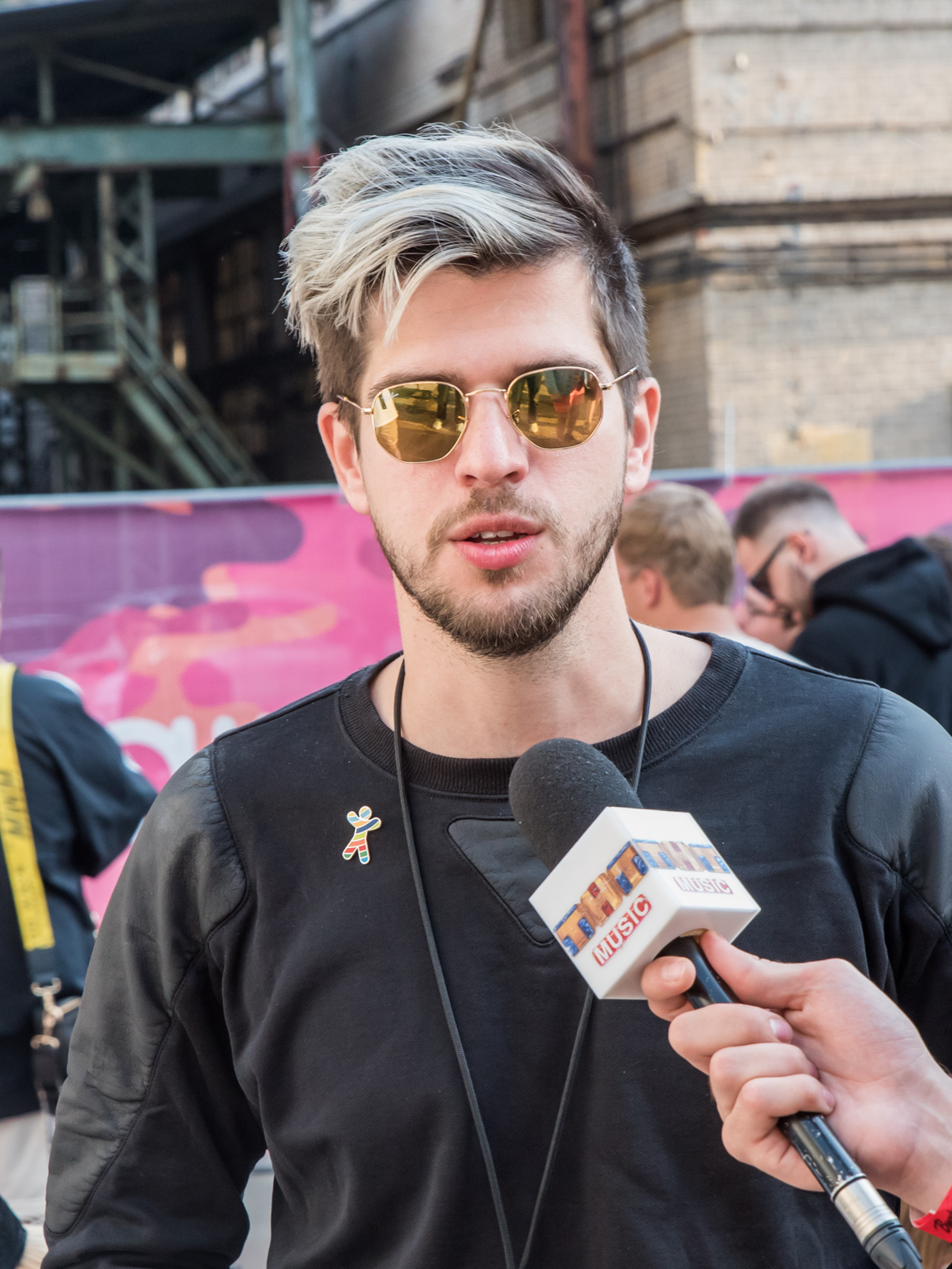
Rusłan w 2018 roku

Rusłan Usaczew (prawdziwe imię – Rusłan Eduardowicz Wichlancew (ros. Руслáн Эдуáрдович Вихля́нцев); ur. 20 maja 1989, Leningrad, RSFSR, ZSRR) – rosyjski wideobloger, prezenter, podróżnik, artysta i organizator festiwali. Jest prowadzącym i scenarzystą programu podróżniczego „Pora Walit'!”, a także założycielem i organizatorem ogólnorosyjskiego festiwalu wideoblogerów „Widfiest”. Członek projektu „KlikKłak” (ros. КликКлак) na platformie YouTube, a także były członek portalu medialnego „"Спасибо", Ева!”.

## Biografia
Rusłan Wichlijancew urodził się 20 maja 1989 roku w Leningradzie (obecnie Petersburg). W 1992 roku wraz z rodzicami przeniósł się do Norylska (Kraj Krasnojarski). Po ukończeniu Gimnazjum nr 7 Rusłan wrócił do Petersburga i wstąpił do SPbGIK na kierunek Kreowanie Mediów. Po przepracowaniu 3 miesięcy w swojej profesji zdał sobie sprawę, że nie jest nią zainteresowany.
W czerwcu 2021 Rusłan opublikował na swoim kanale YouTube film zatytułowany „Czas wydostać się z Rosji” (Пора валить из России), w którym ogłosił swoje plany na wyprowadzkę z Rosji. Na antenie kanału Dożd Rusłan powiedział, że w pierwszej kolejności ma zamiar odwiedzić kraje takie, jak Chorwacja, Serbia i Czarnogóra.

## Twórczość
Od 2010 roku Rusłan prowadzi aktywną działalność na portalach YouTube, Twitter i Instagram.
W marcu 2010 utworzył swój własny kanał w serwisie YouTube o nazwie „Rusłan Usaczew” (Руслан Усачев).

### Szkodliwe kino (Вредное кино)
W latach 2010–2016 na kanale YouTube Rusłana publikowana była sekcja „Szkodliwe kino”. Polegała ona na analizie rosyjskich filmów wątpliwej lub średniej jakości w formie satyry.

### UsachevToday
W 2011 roku ukazał się pierwszy film z serii „UsachevToday”, która funkcjonuje nadal do 2021 roku. W tej serii filmów prowadzący w humorystyczny sposób przedstawia i omawia ostatnie wydarzenia i nowości z Rosji i świata.

### „Dziękuję”, Ewo!
Na kanale YouTube „Dziękuję”, Ewo!” Rusłan prowadził serię o nazwie „#twitota”, składającą się z 31 odcinków. W tej serii Rusłan w żartobliwej formie przeglądał konta różnych użytkowników na Twitterze.

### Pora walitʹ! (Пора валить!)
Od 2012 do 2019 roku na kanale YouTube Rusłana emitowany był program podróżniczy „Pora walit’!”. Blogerzy Rusłan Usaczew i Michaił Kszysztowskij, a także operator Kir Agaszkow, podróżowali po całym świecie i pokazywali różne miasta w formie zabawnego skeczu. Łącznie ukazały się 4 sezony programu. Prowadzący program poruszali aspekty gastronomii, zabytków, transportu i innych elementów życia w danym mieście.

### Obraza uczuć religijnych
W 2014 r. Rusłan wydał 4 części swojego autorskiego filmu „Obraza uczuć religijnych”, w którym mówił o problemie klerykalizacji we współczesnej Rosji. Rusłan spodziewał się, że zgodnie z Ustawą o obrazie uczuć religijnych, zostanie za to ukarany karą grzywny i dlatego od razu rozpoczął zbiórkę pieniędzy. Kara grzywny nie została jednak na niego nałożona, więc Rusłan zainwestował datki w rozwój swojego kanału YouTube.

## Kariera i działalność społeczna
W 2014 roku Rusłan i Danił Popieriecznyj byli współprowadzącymi na trasie stand-up „Bez przekleństw” (Без мата).
Od 2015 do 2018 roku Rusłan Usaczow był prowadzącym festiwalu Widfest.
Od 2016 roku Rusłan uczestniczy w projekcie „KlikKłak” i nadal, od czasu do czasu, pojawia się w filmach na kanale projektu. Był również showrunnerem „KlikKłak Show” (КликКлак Шоу).
W 2017 roku Rusłan Usaczow, wraz ze swoim przyjacielem i współprowadzącym programu podróżniczego „Pora walit’!” Michaiłem Kszisztowskim, był obecny w show „Wieczorny Urgant” (Вечерний Ургант).
We wrześniu 2019 r. Rusłan wziął udział w odczytach literackich „Usiądź do tekstu” (Сядь за текст) zorganizowanych przez rapera Oksimirona – Rusłan przeczytał wers z książki „Niewolnictwo naszych czasów” (Рабство нашего времени) Lwa Tołstoja. W tym samym roku przekazał milion rubli na rzecz organizacji charytatywnej Nochleżka.
Rusłan brał również udział w kręceniu teledysków do piosenek zespołu Little Big: „Hypnodancer”, „Skibidi: Romantic Edition”, „Life In Da Trash”.

## Ciekawostki
W 2011 roku Rusłan został zaproszony na konferencję z byłym prezydentem Federacji Rosyjskiej – Dmitrijem Miedwiediewem. Na tej konferencji Rusłan poprosił Dmitrija o zaobserwowanie jego konta na Twitterze, na co Dmitrij się zgodził i spełnił swoją obietnicę.
W sierpniu 2019 r. Rusłan opublikował na swoim kanale YouTube film o tym, jak zamówił projekt logo do jego programu podróżniczego „Pora walit’!” w pracowni Artema Lebiediewa za 100 000 rubli. Efekt pracy studia spotkał się z dużą krytyką Rusłana i jego widzów, co nie pozostało obojętne dla założyciela studia, Artemy’ego Lebiediewa. W październiku tego samego roku, po złych doświadczeniach z pierwszym projektem logo, Rusłan zamówił drugą wersję logo za 100 000 rubli i opublikował relację z tego wydarzenia na swoim kanale YouTube. Tym razem Rusłan zostawił pozytywną recenzję nowego logo.

## Krytyka
Kilkuczęściowy film Rusłana „Obraza uczuć religijnych” przez część widzów został skrytykowany za to, że tytuł filmu nie odpowiadał jego treści. Sam film miał opowiadać o religii, ale w rzeczywistości omawiano w nim tylko RKP. Inni zwracali uwagę na to, że film Rusłana zawiera niedopowiedzenia, problemy z odnośnikami do źródeł i rzetelnością przedstawianych informacji.

## Nagrody i wyróżnienia
- Nominacja do GQ Men of the Year 2021 w kategorii Screen Face[32].
- Nominowany do National Geographic Traveler Awards 2019[33].
- Za 100 000 i 1 000 000 subskrybentów na swoim kanale YouTube „Rusłan Usaczew” otrzymał srebrny i złoty przycisk YouTube[34].
- Według magazynu Sobaka.ru, w 2012 roku Rusłan Usaczow został jednym z pięćdziesięciu najsłynniejszych mieszkańców Petersburga, a także został zwycięzcą nominacji na Startup Roku[35].
- Laureat Nagrody Rosyjskiej „Like-2015”[36].